# Maxïmo Park
Maxïmo Park jest angielskim zespołem indierockowym (choć sami członkowie grupy twierdzą, że bliżej im do popu), założonym w roku 2003 w Newcastle upon Tyne. Nazwa zespołu nawiązuje do znajdującego się w Hawanie Parku Maximo Gomeza, kubańskiego bohatera wojny o niepodległość. Wymyślona została przez Duncana LLoyda po obejrzeniu filmu dokumentalnego o tym miejscu. Muzycy wstępnie odrzucili słowo Gomez, jako zbędne. Nazwa ma odnosić się do ducha swobody panującego wśród osób odwiedzających park.
Początkowo w skład Maxïmo Park wchodziło czterech członków, dających mniejsze koncerty. Archis Tiku, będący w tym czasie wokalistą, miał wątpliwości co do tego zajęcia. Rozpadający się zespół został uratowany, gdy ówczesna dziewczyna perkusisty, Toma Englisha, spotkała przypadkowo Paula Smitha, śpiewającego w barze piosenkę Stevie Wondera Superstition. Także on miał początkowo opory przed śpiewaniem dla szerszej publiczności, lecz w końcu okazał się wielką osobowością sceniczną.
Pierwszy album Maxïmo Park, A Certain Trigger, uznany został za jeden z najważniejszych wydań muzycznych roku 2005. We wrześniu 2006 grupa zagrała w Warszawie na Summer of Music Festival.
- Piosenka zespołu pod tytułem Wasteland, który nawiązuje do wiersza T.S. Eliota, wydana została obok utworów innych zespołów na płycie Pomoc: A Day in the Life wydanego przez charytatywną organizację War Child.

- Jedna z najbardziej popularnych piosenek zespołu, Apply Some Pressure, użyta została w grach Burnout Revenge, SSX On Tour i SingStar Rocks. Inna piosenka, The Unshockable znalazła się na ścieżce dźwiękowej do gry FIFA 08.

- Producentem ich pierwszej płyty A Certain Trigger był Paul Epworth, ściśle związany z muzyką indie, natomiast ostatni album, Our Earthly Pleasures, nagrali we współpracy z Gilem Nortonem.

## Skład
- Paul Smith – wokal
- Lukas Wooler – syntezator
- Archis Tiku – gitara basowa
- Duncan Lloyd – gitara
- Tom English – perkusja

## Dyskografia
- A Certain Trigger (2005)
- Missing Songs (2006)
- Our Earthly Pleasures (2007)
- Quicken The Heart (2009)
- The National Health (2012)